# Piper subcordulatum
Piper subcordulatum är en pepparväxtart som beskrevs av William Trelease. Piper subcordulatum ingår i släktet Piper och familjen pepparväxter. Inga underarter finns listade i Catalogue of Life.